# 柯尔贝电解反应
柯尔贝电解（Kolbe电解、Kolbe反应），也译为科尔伯电解、科尔贝电解、科伯电解，是羧酸盐电解时以自由基机理发生脱羧二聚生成烷烃的反应。反应以德国化学家阿道夫·威廉·赫尔曼·科尔贝命名。通式如下：
{\displaystyle {\rm {2RCOO^{-}+2H_{2}O\rightarrow R-R+2CO_{2}+2OH^{-}+H_{2}}}}
一般以高浓度的羧酸钠盐作原料，在中性或弱酸性环境中进行电解。电极以铂制成，阳极产生烷烃和二氧化碳，阴极产生氢氧化钠和氢气。羧酸的碳数最好适中，一般在10个左右。反应的副产物有低碳烷烃、酯和醇等。
交叉Kolbe反应在有机合成上非常有价值，其产物是其他方法无法代替的。

## 反应机理
反应中，羧酸根离子失去一个电子生成自由基，而后很快失去二氧化碳，生成烷基自由基，两个烷基自由基结合生成烷烃。以乙酸钠为例，它发生Kolbe电解的机理为：
{\displaystyle {\rm {CH_{3}COO^{-}-(e^{-})\rightarrow [CH_{3}COO\cdot ]\rightarrow CO_{2}+CH_{3}\cdot }}}
{\displaystyle {\rm {2CH_{3}\cdot \rightarrow CH_{3}-CH_{3}}}}